# Saïd Aïdi
Pour les articles homonymes, voir Aidi.
Saïd Aïdi (arabe : سعيد العايدي), né le 8 mai 1961 à Tunis, dans le quartier de Salammbo, est un homme politique tunisien.
Il est ministre de la Formation professionnelle et de l'Emploi de janvier à décembre 2011, au sein du gouvernement d'union nationale de Mohamed Ghannouchi puis dans celui de Béji Caïd Essebsi. En février 2015, il devient ministre de la Santé au sein du gouvernement de Habib Essid.

## Biographie

### Famille et études
Saïd Aïdi étudie en Tunisie jusqu'au baccalauréat, puis devient élève en classes préparatoires en France, au lycée Hoche de Versailles. En 1982, il intègre l'École polytechnique (France).

### Carrière professionnelle
En 1985, il commence à travailler à Paris, puis à Marseille, au sein du centre de recherche et développement de la Compagnie générale d'informatique. En 1993, il intègre IBM où, en 2002, il est directeur de l'« offre gestion du capital humain » pour l'Afrique francophone. Il crée une entreprise de conseil informatique en 2004, Atlasys. En 2006, il est nommé directeur général de l'entreprise HR Access Solutions qui édite des logiciels pour les zones Moyen-Orient et Afrique.

### Carrière syndicale et politique
À la suite de la révolution de 2011, il devient ministre de la Formation professionnelle et de l'Emploi, au sein du gouvernement d'union nationale de Mohamed Ghannouchi. Il conserve son poste dans le gouvernement de Béji Caïd Essebsi. Après avoir quitté le gouvernement, et à la suite de l'annonce de la fusion d'Afek Tounes, notamment avec le Parti démocrate progressiste et le Parti républicain, il est élu, le 9 avril 2012, au sein du comité exécutif de la nouvelle formation dénommée « Al Joumhouri ».
À l'automne 2013, le parti Nidaa Tounes annonce le ralliement de Saïd Aïdi. Il est élu en tant que représentant du parti à l'Assemblée des représentants du peuple lors des élections du 26 octobre 2014. Le 23 janvier 2015, il est nommé au poste de ministre de la Santé dans le gouvernement de Habib Essid.
Le 25 mai 2017, il annonce le lancement de son propre parti politique baptisé Bani Watani.

## Vie privée
Il est marié et père de trois enfants.